# Werner von Gustedt-Lablacken
Werner von Gustedt-Lablacken (* 12. Juli 1842 in Garden; † 12. März 1908 in Neuhausen) war Rittergutsbesitzer und Mitglied des Deutschen Reichstags.

## Leben

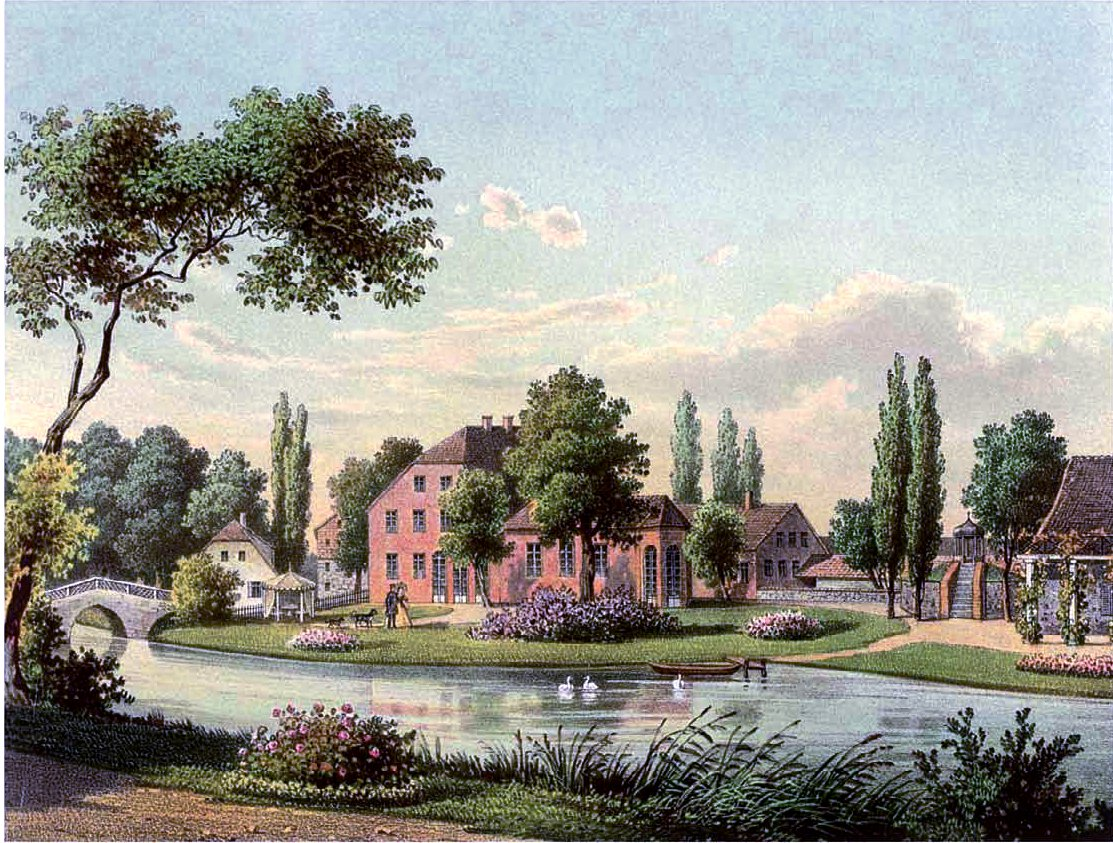
Gut Lablacken um 1860, Sammlung Alexander Duncker

Werner von Gustedt entstammte einem alten niedersächsischen Adelsgeschlecht mit gleichnamigem Stammhaus bei Hildesheim und war der Sohn des preußischen Landrats Werner von Gustedt, Gutsherr auf Gut Garden und später auf Hof Rosenberg, und der Schriftstellerin Jenny von Gustedt, geborene Rabe von Pappenheim (1811–1890). Die Mutter war eine uneheliche Tochter von Jérôme Bonaparte (1784–1860), König von Westphalen, und damit die Nichte Napoleons.
Gustedt besuchte das Gymnasium in Halberstadt und Magdeburg bis zur Universität. Er machte größere Reisen in Europa und Afrika. 1865 trat er beim 1. Garde-Ulanen-Regiment in Potsdam ein und machte dort als Offizier die Kriege 1866 und 1870/71 mit. 1876 wurde er zum Ostpreußischen Kürassier-Regiment Nr. 3 (Graf Wrangel) versetzt und nahm 1878 als Rittmeister den Abschied, um sich der Bewirtschaftung seiner Güter in Lablacken zu widmen. Er war Rechtsritter des Johanniterordens, Inhaber des Eisernen Kreuzes und des Bayrischen Militärverdienstordens.
Von 1878 bis 1893 war er Mitglied des Provinzial-Landtags und von 1892 bis 1898 Mitglied des Preußischen Hauses der Abgeordneten. Zwischen 1884 und 1898 war er Mitglied des Deutschen Reichstags für den Wahlkreis Reichstagswahlkreis Regierungsbezirk Königsberg 2 und die Deutschkonservative Partei.
Werner von Gustedt führte ohne amtliche Genehmigung den Titel Baron.